# Labastide-Saint-Pierre
Labastide-Saint-Pierre một thị xã và xã ở tỉnh Tarn-et-Garonne trong vùng Tarn-et-Garonne, Pháp.